# Frank Carlucci
Frank Charles Carlucci III (Scranton, 19 de outubro de 1930 - McLean, Virgínia, Estados Unidos, 3 de junho de 2018) foi um político norte-americano, que serviu como o 16º Secretário de Defesa dos Estados Unidos durante a administração de Ronald Reagan. Antes disso, Carlucci serviu em várias posições de alto escalão do governo, incluindo diretor do Escritório de Oportunidades Econômicas na presidência de Richard Nixon.

## Biografia
Carlucci estudou na Universidade de Princeton, onde foi colega de Donald Rumsfeld, seguindo para a Harvard Business School em 1954-55. Serviu na US Navy de 1952-54, passando para o Foreign Service em colaboração com o Departamento de Estado dos Estados Unidos de 1956 a 1969. Em 1961 participou numa missão da CIA no ex-Congo Belga, tendo de seguida passado por vários lugares durante a administração de Richard Nixon.
O dia 24 de janeiro de 1975 assinala a sua entrada oficial ao serviço em Lisboa, com a apresentação das credenciais, apesar de a sua nomeação datar de Dezembro do ano anterior. Em pleno período revolucionário, Frank Carlucci vai seguir de perto o Verão Quente de 75, acompanhando o percurso de políticos como Mário Soares, com quem estabelece uma relação de amizade, entre outros. Abandona as funções a 5 de Fevereiro de 1978, mas mantém várias ligações a Portugal, nomeadamente de carácter económico, das quais se destaca a EuroAmer com Artur Albarran.
Durante a presidência de Ronald Reagan, ocupou várias posições relacionadas com a defesa, e foi Director da CIA.
A 24 de Novembro de 2003 foi agraciado com a Grã-Cruz da Ordem do Infante D. Henrique de Portugal.
Faleceu na sua casa em McLean (Virgínia) em 3 de junho de 2018.